# Имджа-Цо
Имджа-Цо, Имджа (непальск. इम्जा हिमताल) — фронтальный приледниковый водоём, ледниковое озеро, возникшее в результате того, что талая вода начала собираться у подножия ледника Имджа в 1960-х годах.
В исследовании 2009 года озеро описывалось как одно из наиболее быстрорастущих в Гималаях. Удерживается на месте благодаря конечной морене, угрожая предгорным территориям прорывом и последующем сходом селя.
Имджа расположена на высоте 5004 метра над уровнем моря в районе Эвереста в Непале. Считается одним из наиболее опасных озёр в Гималаях. Впервые Имджа была запечатлена в виде нескольких водоёмов на спутниковом изображении, полученном в 1962 году. В 1970-х годах с таянием ледника пруды объединились в ледниковое озеро, которое постоянно растёт до сих пор. По состоянию на 2007 год площадь озера составляет 1,03 км².